# オマーン・イギリス共同訓練区域
オマーン・イギリス共同訓練区域（オマーン・イギリスきょうどうくんれんくいき、英語: Omani-British Joint Training Area）は、オマーンのウスタ行政区に所在する演習場。2019年にオマーンとイギリスが共同訓練を行うために設置され、イギリス陸軍の遠征時の展開拠点としても使用されている。

## 設置にいたる経緯
オマーンへの常設演習場設置は、2015年にイギリスで閣僚レベルの議論が初めて行われ、ギャヴィン・ウィリアムソン国防大臣が2018年11月にイギリス・オマーン間の共同軍事演習を促進するため、2019年にオマーン国内に共同演習場が開設されると発表、イギリスが中東における軍事的プレゼンスを維持できるだけでなく、各国との長期的な関係強化も目的としていた。2019年2月21日、オマーン・イギリス共同防衛協定に両国が署名し、施設設置が正式に義務付けられた。
この協定はイギリスの欧州連合離脱（通称ブレグジット）後、世界的な影響力を強化する中で、より広範な地域への関与を強化した結果でもあった。

## 歴史
2019年3月、開設に先立ち実効性検証のため、「ハンジャル・オマーン 19」演習（英語: Exercise Khanjer Oman 19）が開催され、イギリス陸軍からは王立戦車連隊、第1装甲歩兵旅団、第659飛行隊などが参加した。
オマーン・イギリス共同訓練区域はラス・マドラカ演習場内に設置された総面積約4,000km2の演習場で、イギリス本土最大のソールズベリー平原訓練区域（英語: Salisbury Plain Training Area、略称：SPTA）、カナダに設置されたイギリス陸軍サフィールド訓練部隊（英語: British Army Training Unit Suffield、略称：BATUS）を抜き、イギリス陸軍最大規模の演習場となっている。また、近隣のドゥクム港、イギリス統合兵站支援基地（英語: United Kingdom Joint Logistics Support Base、略称：UKJLSB）と緊密に連携し、中東地域へのイギリス陸軍部隊の常駐を可能にしている。
2021年にイギリス陸軍は、中東地域における抑止力と持続的な駐留を強化するため、戦闘部隊の長期間駐留を発表、オマーン・イギリス共同訓練区域が遠征部隊支援のための陸上拠点として使用され、10月には「ハンジャル・オマーン 21」演習（英語: Exercise Khanjer Oman 21）が開催され、イギリス陸軍からはロイヤル・アイリッシュ連隊およびロイヤル・スコッツ・ドラグーンガーズ、陸軍航空隊などから約650名が参加したほか、イギリス海軍の空母「クイーン・エリザベス」（HMS Queen Elizabeth, R08）を旗艦とする第21空母打撃群が演習中の航空支援のため参加した。